# Razzie Award alla peggior canzone originale
Di seguito sono elencate le classifiche per il Razzie Award alla peggior canzone originale dal 1980 al 2002, anno dell'ultima assegnazione del premio, con pause nel 2000 e nel 2001.

## Edizioni

### Anni ottanta
- 1980
  - The Man with Bogart's Face da Il detective con la faccia di Bogart (The Man with Bogart's Face), musica di George Duning, testo di Andrew Fenady
  - Suspended in Time da Xanadu, musica e testo di John Farrar
  - Where Do You Catch the Bus for Tomorrow? da In amore si cambia (A Change of Seasons), musica di Henry Mancini, testo di Henry Mancini, Marilyn e Alan Bergman
  - You, baby, baby! da La febbre del successo (The Jazz Singer), musica e testo di Neil Diamond
  - (You) Can't Stop the Music da Can't Stop the Music, musica e testo di Jacques Morali
- 1981
  - Baby Talk da Paternity, musica di David Shire, testo di David Frishberg
  - Hearts, Not Diamonds da Un'ombra nel buio (The Fan), musica di Marvin Hamlisch, testo di Tim Rice
  - The Man in the Mask da La leggenda di Lone Ranger (The Legend of the Lone Ranger), musica di John Barry, testo di Dean Pitchford
  - Only When I Laugh da Solo quando rido (Only When I Laugh), musica di David Shire, testo di Richard Maltby Jr.
  - You're Crazy, But I Like You da Crazy Runners - Quei pazzi pazzi sulle autostrade (Honky Tonky Freeway), musica e testo di Frank Musker e Dominic Bugatti
- 1982
  - Pumpin' and Blowin da Il film pirata (The Pirate Movie), musica e testo di Terry Britten, B.A. Robertson e Sue Shifrin
  - Comin' Home to You (is Like Comin' Home to Milk and Cookies) da Papà, sei una frana (Author! Author!), musica di Dave Grusin, testo di Marilyn e Alan Bergman
  - Happy Endings da Il film pirata (The Pirate Movie), musica e testo di Terry Britten, B.A. Robertson e Sue Shifrin
  - It's Wrong for Me to Love You da Butterfly, musica di Ennio Morricone, testo di Carol Connors
  - No Sweet Cheater Than You da Honkytonk Man, musica e testo di Gail Redd e Mitchell Torok
- 1983
  - The Way You Do It da Il prezzo del successo (The Lonely Lady), musica e testo di Jeff Harrington e J. Pennig
  - Each Man Kills the Thing He Loves da Querelle de Brest (Querelle), musica di Peer Raben, testo di Oscar Wilde
  - Lonely Lady da Il prezzo del successo (The Lonely Lady), musica di Charlie Calello, testo di Roger Voudouris
  - Yor's World! da Il mondo di Yor musica di Pauline Hanna, Cesare De Natale, Guido e Maurizio De Angelis, testo di Pauline Hanna, Cesare De Natale, Barbara Antonia e Susan Duncan-Smith
  - Young and Joyful Bandit da Querelle de Brest (Querelle), musica di Peer Raben, testo di Jeanne Moreau
- 1984
  - Drinkenstein da Nick lo scatenato (Rhinestone), musica e testo di Dolly Parton
  - Love Kills da Metropolis 1984, musica e testo di Freddie Mercury e Giorgio Moroder
  - Sex Shooter da Purple Rain musica e testo di Prince
  - Smooth Talker da Body Rock, musica e testo di Mark Hudson, David e Michael Sembello
  - Sweet Lovin' Friends da Nick lo scatenato (Rhinestone), musica e testo di Dolly Parton
- 1985
  - Peace in Our Life da Rambo 2 - La vendetta (Rambo: First Blood Part II), musica di Frank Stallone, Peter Schless e Jerry Goldsmith, testo di Frank Stallone
  - All You Can Eat da Krush Groove, musica e testo di Kurtis Blow e The Fat Boys
  - The Last Dragon da L'ultimo drago (The Last Dragon), musica e testo di Norman Whitfield e Bruce Miller
  - Oh, Jimmy da La moglie del campione (The Slugger's Wife), musica e testo di Sarah M. Taylor
  - 7th Heaven da L'ultimo drago (The Last Dragon), musica e testo di Bill Wolfer e Vanity
- 1986
  - Love or Money da Under the Cherry Moon, musica e testo di Prince
  - Howard The Duck da Howard e il destino del mondo (Howard the Duck), musica e testo di Thomas Dolby, Allee Willis e George S. Clinton
  - I Do What I Do (Theme for 9½ Weeks) da 9 settimane e ½ (9½ Weeks), musica e testo di Jonathan Elias, John Taylor e Michael Des Barres
  - Life in a Looking Glass da Così è la vita! (That's Life!), musica di Henry Mancini, testo di Leslie Bricusse
  - Shanghai Surprise da Shanghai Surprise, musica e testo di George Harrison
- 1987
  - I Want Your Sex da Beverly Hills Cop II - Un piedipiatti a Beverly Hills II (Beverly Hils Cop II), musica e testo di George Michael
  - El Coco Loco (So, So Bad) da Who's That Girl, musica e testo di Coati Mundi
  - Let's Go to Heaven in My Car da Scuola di polizia 4 - Cittadini... in guardia (Police Academy 4: Citizens on Patrol), musica e testo di Brian Wilson, Eugene E. Landy e Gary Usher
  - Million Dollar Mystery da Il mistero da 4 milioni di dollari (Million Dollar Mystery), musica e testo di Barry Mann e John Lewis Parker
  - You Can Be a Garbage Pail Kid da The Garbage Pail Kids Movie, musica e testo di Michael Lloyd
- 1988
  - Jack Fresh da Due palle in buca (Caddyshack II), musica e testo di Full Force
  - Skintight da La grande promessa (Johnny Be Good), musica e testo di Ted Nugent
  - Therapist da Nightmare 4 - Il non risveglio (A Nightmare on Elm Street 4: The Dream Master), musica e testo di Vigil
- 1989
  - Bring Your Daughter to the Slaughter da Nightmare 5 - Il mito (A Nightmare on Elm Street 5: The Dream Child), testo e musica di Bruce Dickinson
  - Let's Go! da Nightmare 5 - Il mito (A Nightmare on Elm Street 5: The Dream Child), testo e musica di Kool Moe Dee
  - Pet Sematary da Cimitero vivente (Pet Sematary), musica e testo di Dee Dee Ramone e Daniel Rey

### Anni novanta
- 1990
  - He's Comin' Back (The Devil!) da Riposseduta (Repossessed), musica e testo di Chris LeVrar
  - The Measure of a Man da Rocky V, musica e testo di Alan Menken
  - One More Cheer for Me! da Stella, musica e testo di Jay Gruska e Paul Gordon
- 1991
  - Addams Groove da La famiglia Addams (The Addams Family), musica e testo di MC Hammer e Felton Pilate
  - Cool as Ice da Cool as Ice, musica e testo di Vanilla Ice, Gail "Sky" King e Princess
  - Why Was I Born (Freddy's Dead) da Nightmare 6: La fine (Freddy's Dead: The Final Nightmare), musica e testo di Iggy Pop e Whitey Kirst
- 1992
  - High Times, Hard Times da Gli strilloni (Newsies), musica di Alan Menken, testo di Jack Feldman
  - Book of Days da Cuori ribelli (Far and Away), musica di Enya, testo di Roma Ryan
  - Queen of The Night da Guardia del corpo (The Bodyguard), musica e testo di Whitney Houston, L.A. Reid, Babyface e Daryl Simmons
- 1993
  - Addams Family (Whoomp!) da La famiglia Addams 2 (Addams Family Values), testo e musica di Ralph Sall, Stephen Gibson e Cecil Glenn
  - Big Gun da Last Action Hero - L'ultimo grande eroe (Last Action Hero), musica e testo di Angus e Malcolm Young
  - (You Love Me) In All The Right Places da Proposta indecente (Indecent Proposal), musica di John Barry, testo di Lisa Stansfield, Ian Devaney e Andy Morris
- 1994
  - Marry the Mole! da Thumbelina - Pollicina (Thumbelina), musica di Barry Manilow, testo di Jack Feldman
  - Under The Same Sun da Sfida tra i ghiacci (On Deadly Ground), musica e testo di Mark Hudson, Klaus Meine e Scott Fairbairn
  - The Color of The Night da Il colore della notte (Color of Night), musica e testo di Jud Friedman, Lauren Christy e Dominic Frontiere
- 1995
  - Walk Into The Wind da Showgirls, musica e testo di David A. Stewart e Terry Hall
  - (Feel the) Spirit of Africa da Congo, musica di Jerry Goldsmith, testo di Lebo M
  - Hold Me, Thrill Me, Kiss Me, Kill Me da Batman Forever, musica degli U2, testo di Bono
- 1996
  - Pussy, Pussy, Pussy (Whose Kitty Cat Are You?) da Striptease, musica e testo di Marvin "Smokey" Montgomery
  - Welcome to Planet Boom! da Barb Wire, musica e testo di Tommy Lee
  - Whenever There is Love (Love Theme from Daylight) da Daylight - Trappola nel tunnel (Daylight), musica e testo di Bruce Roberts e  Sam Roman
- 1997
  - L'intera colonna sonora in L'uomo del giorno dopo (The Postman), musica e parole di Jeffrey Barr, Glenn Burke, John Coinman, Joe Flood, Blair Forward, Maria Machado e Jono Manson
  - The End is The Beginning is The End da Batman & Robin, musica e testo di Billy Corgan
  - Fire Down Below da Fire Down Below - L'inferno sepolto (Fire Down Below), musica e testo di Steven Seagal e Mark Collie
  - How Do I Live? da Con Air, musica e testo di Diane Warren
  - My Dream da Speed 2 - Senza limiti (Speed 2: Cruise Control), musica e testo di Orville Burrell, Robert Livingston e Dennis Haliburton
- 1998
  - I Wanna Be Mike Ovitz! da Hollywood brucia (An Alan Smithee Film: Burn Hollywood Burn), musica e testo di Joe Eszterhas e Gary G-Wiz
  - Barney, the Song da Barney - La grande avventura (Barney's Great Adventure), musica e testo di Jerry Herman e Jono Manson
  - I Don't Want to Miss a Thing da Armageddon - Giudizio finale (Armageddon), musica e testo di Diane Warren
  - Storm da The Avengers - Agenti speciali (The Avengers), musica e testo di Bruce Woolley, Chries Elliott, Marius De Vries, Betsy Cook e Andy Caine
  - Too Much da Spice Girls - Il film (Spice World), musica e testo di Melanie Brown, Emma Bunton, Melanie Chisholm, Geri Halliwell, Victoria Beckham, Andy Watkins e Paul Wilson
- 1999
  - Wild Wild West da Wild Wild West, musica e testo di Stevie Wonder, Kool Mo Dee e Will Smith

### Anni duemila
- 2002
  - I'm Not a Girl, Not Yet a Woman da Crossroads - Le strade della vita (Crossroads), musica e testo di Max Martin, Rami e Dido
  - Die Another Day da Agente 007 - La morte può attendere (Die Another Day), musica e testo di Madonna e Mirwais Ahmadzaï
  - Overprotected da Crossroads - Le strade della vita (Crossroads), musica e testo di Max Martin e Rami